# Latreutes planirostris
Latreutes planirostris är en kräftdjursart som först beskrevs av De Haan 1844.  Latreutes planirostris ingår i släktet Latreutes och familjen Hippolytidae. Inga underarter finns listade i Catalogue of Life.